# Martin Weller (Volksmusiker)
Friedrich Martin Weller (* 26. Februar 1958 in Idar-Oberstein, Hunsrück) ist deutscher Gitarrist und Mundartsänger.

## Leben
Martin Weller ist verheiratet und hat zwei Kinder. Hauptberuflich Edelsteinfasser, betätigt er sich nebenberuflich als Gitarrist und Mundartsänger.
Nach Aktivitäten als Leadgitarrist in den Bands „Dr. Heff“, „Triple-X“ und „Gletscherklar“ tritt er seit 1996 nur noch solo mit Akustikgitarre und selbst geschriebenen Texten in Mundart auf.
Seine Texte befassen sich meist mit humorvollen oder nachdenklichen Anekdoten aus dem Hunsrück und Idar-Oberstein.

## Diskographie
1. Der es dursch! („Der ist durch“) (1997)
2. Eesch senn reesch! („Ich bin reich“) (1998)
3. Schlaachtfest („Schlachtfest“) (1999)
4. Als weera ... („immer weiter“) (2000)
5. Die schönsten Geschichten aus unserer Geeschend (Hörbuch) (2003)
6. Live auf Schloss Wartenstein (mit Wolfgang Wehner) (2004)
7. Fotoalbum (mit Wolfgang Wehner und Roman Alt) (2008)